# Марія Ресса
Марія Анґеліта Ресса (англ. Maria Angelita Ressa; нар. 2 жовтня 1963) — філіппіно-американська журналістка, лауреатка Нобелівської премії миру за 2021 рік. Відома як співзасновниця та виконавча директорка онлайн-видання Rappler. До того майже два десятиліття працювала провідною журналісткою-розслідувачкою каналу CNN у Південно-Східній Азії. Рессу характеризують як «можливо, найвідомішу з філіппінських журналістів».
Time згадував Рессу в списку Людина 2018 року серед інших журналістів, що борються з фейковими новинами. 13 лютого 2019 року її заарештували за звинуваченням у публікації наклепу щодо бізнесмена Вільфредо Кенга. 15 червня 2020 року суд Маніли визнав її винною в наклепі. Оскільки вона є відвертим критиком президента Філіппін Родріго Дутерте, її переслідування розглядається міжнародною журналістською спільнотою як політично вмотивоване. Ресса — одна з 25 членів Комісії з питань інформації та демократії, створеної Репортерами без кордонів.

## Біографія
Марія Ангеліта Ресса народилася в Манілі в 1963 році. Батько Ресси помер, коли їй був рік, тоді її мати переїхала до Сполучених Штатів Америки, залишивши Марію Ангеліту та її сестру з родиною їхнього батька, втім часто поверталась і провідувала своїх дітей. Згодом її мати вийшла заміж за американця італійського походження та відвезла дівчат до США. Десятилітня Ресса була удочерена другим чоловіком матері та прийняла італійське прізвище вітчима. Сім'я оселилась у Томс-Рівер, штат Нью-Джерсі, дівчина навчалась у загальноосвітній школі, що знаходиться поблизу міста.
Ресса вивчала молекулярну біологію та театр в Принстонському університеті, де зрештою отримала диплом бакалавра англійської мови та сертифікати з театру і танцю в 1986 році. Згодом отримала стипендію Фулбрайта для вивчення політичного театру в Філіппінському університеті Ділімана.

## Кар'єра
Перша робота Ресси була на державному філіппінському каналі PTV 4. Згодом вона співзаснувала незалежну виробничу компанію Probe в 1987 році і одночасно обійняла посаду керівника бюро CNN у Манілі, на якій працювала до 1995 року. Потім керувала бюро CNN в Джакарті з 1995 по 2005 рік. Як провідна репортерка CNN в Азії, вона спеціалізувалася на розслідуванні терористичних мереж.
З 2004 до 2010 року очолювала відділ новин ABS-CBN, продовжуючи співпрацю з CNN та The Wall Street Journal.

### Книги
Марія є авторкою двох книг, присвячених піднесенню тероризму в Південно-Східній Азії — Насіння терору: Облік очевидців Новітнього центру Аль-Каїди (2011) та Від Бін Ладена до Facebook: 10 днів викрадення, 10 років тероризму (2013).

### Викладання
Ресса вела курс політики та преси у Південно-Східній Азії для Принстонського університету та тележурналістику в Університеті Філіппін.

### Rappler
Інтернет-сайт новин Rappler Ресса заснувала 2012 року разом із трьома іншими бізнесвумен і невеликою командою з 12 журналістів та веброзробників. Спочатку він з'явився як сторінка Facebook під назвою MovePH в серпні 2011 року, а згодом перетворився на повноцінний вебсайт 1 січня 2012. Сайт став одним із перших вебсайтів мультимедійних новин на Філіппінах. З цього часу він є провідним порталом новин на Філіппінах, отримуючи численні місцеві та міжнародні нагороди. Це четвертий за величиною вебресурс у країні, на який працюють близько 100 журналістів. Ресса є виконавчою редакторкою та головною виконавчою директоркою Rappler.

## Ресса і Дутерте
Ресса вперше взяла інтерв'ю в Родріго Дутерте, 16-го президента Філіппін, у 1980-х, коли він був мером Давао. Вона знову опитувала його в 2015 році під час передвиборчої кампанії, і тоді він зізнався у вбивстві трьох людей, коли був мером. Під керівництвом Ресси Rappler послідовно критикував політику Дутерте, особливо щодо боротьби з наркотиками (розслідування журналістів свідчать про те, що численні поліцейські злочини здійснювалися за згодою Дутерте). Вебсайт під її керівництвом також писав про онлайн-армію прихильних до Дутерте «тролів», які просували фейкові новини та маніпулювали громадською думкою щодо президента. Видання втратило доступ до участі в подіях, організованих прес-службою Дутерте.
У липні 2017 року у своїй офіційній промові Дутерте оголосив, що Rappler є «власністю американців» і, отже, порушує конституцію. Зокрема, він сказав: «Rappler — це не тільки фейкові новини, це і фейкові філіппінці також». Згодом, у серпні 2017 року, філіппінська комісія з цінних паперів (SEC) розпочала розслідування проти медіа-компанії та вимагала перевірки її документів. У січні 2018 року була відкликана ліцензія Rappler на ведення бізнесу. Справа перейшла до апеляційного суду, який скасував попереднє рішення як безпідставне. Дутерте сказав журналісту Rappler у 2018 році: «Якщо ви намагаєтеся поливати нас брудом, то найменше, що ми можемо зробити, — це спитати: а як щодо вас? Ви теж чисті?» Підконтрольний президентові уряд відкликав телекомунікаційну ліцензію сайту.

### Арешт і засудження
22 січня 2018 року Ресса постала перед Національним бюро розслідувань Філіппін (NBI) за позовом щодо наклепу згідно з Законом про запобігання кіберзлочинності 2012 року. Позов розглядають як реакцію адміністрації Родріго Дутерте у відповідь на критику щодо Президента та його союзників. Позовну заяву подав у жовтні 2017 року філіппінсько-китайський громадянин Вілфредо Кенг після того, як Rappler опублікував історію про нібито позичений Кенгом автомобіль головному судді Ренато Короні, що подавалося як підкуп. Стаття була написана у 2012 році, до того, як вступив в дію згаданий закон з нормою про кримінальну відповідальність за кібер-наклеп, однак Міністерство юстиції вважало датою публікації збереження редагування з виправленням одруку в 2014.
У 2019 році видатна міжнародна юристка з прав людини Амаль Клуні приєдналася до юридичної команди захисту Ресси.
У листопаді 2018 року уряд Філіппін ініціював розслідування щодо ухилення від сплати податків та неподання податкової декларації компанією Rappler Holdings Corporation. Обвинувачення стосується інвестицій від мережі Omidyar у 2015 році. Ресса заперечує злочин, спершу заявою, що іноземні гроші були «пожертвовані» її менеджерам, пізніше стверджуючи, що інвестиції надійшли у вигляді цінних паперів. Rappler також опублікував спростування. Бюро внутрішніх доходів Філіппін постановило, що медіа-корпорація ухилилася від сплати податків у розмірі 133 мільйонів песо.
13 лютого 2019 року суддя Райнльда Естасіо-Монтеса видала ордер на арешт Ресси за «кібер-наклеп», а чиновники Національного бюро розслідувань Філіппін виконали цей ордер. Через стислі строки, відведені судом, Ресса не змогла подати заставу на суму 60000 песо (1150 доларів), що призвело до її затримання та ув'язнення. Всього шість адвокатів, два з яких працюють про-боно, були призначені для роботи над її справою. 14 лютого 2019 року Ресса вийшла на свободу, сплативши заставу у розмірі 100000 песо.
Арешт Ресси був підданий критиці з боку міжнародної спільноти. Оскільки вона та очолюване нею видання є відвертими критиками президента Родріго Дутерте, багато хто вважав арешт політично мотивованим. Натомість, прес-секретар президента заперечував будь-яку причетність уряду до арешту, стверджуючи, що позов проти Ресси надійшов від приватної особи, Вільфредо Кенга.
Мадлен Олбрайт, колишня держсекретар США, висловила думку, що арешт «має бути засуджений всіма демократичними країнами». Так само Національний союз журналістів Філіппін назвав це «безсоромним актом переслідування з боку хуліганського уряду».
Національний прес-клуб, організація, яку звинувачують у тісних зв'язках з режимом Дутерте і яка має багаторічний конфлікт із Rappler, заявила, що арешт не був переслідуванням, і що Рессу не слід підносити до «вівтаря свободи преси» як великомученицю". Організація також застерігає від політизації цієї справи.
Суд над Рессою за звинуваченнями в кібер-наклепі розпочався в липні 2019 року. У своїй заяві, яку вона зробила в перший день судового розгляду, Ресса сказала: «Ця справа розтягує верховенство права аж настільки, що воно порветься».
Ресса була визнана винною 15 червня 2020 року. У своєму рішенні суддя Райнльда Естасіо-Монтеса стверджувала, що новинарі «не кинули й іскри доказу того, що вони перевіряли свої звинувачення у численних злочинах у тій спірній статті… Вони просто просто опублікували новину на сайті з абсолютною зневагою до того, чи є вона неправдивою чи ні». Суддя також цитувала Нельсона Мандела, кажучи: «Бути вільним — це не просто відкинути ланцюги, а жити таким чином, який поважає та розширює свободу інших».
Шерон Коронель, директорка Stabile Center for Investigative Journalism при Колумбійському університету, стверджує, що цей суд є зразком того, «як помирає демократія в 21 столітті».
Рессі загрожує від шести місяців до шести років ув'язнення та штраф у розмірі 400 000 песо (8000 доларів). Вона стверджує, що її покарання може призвести до кінця свободи преси на Філіппінах. Прес-секретар президента Гаррі Роке попросив ЗМІ «поважати рішення суду» і підтвердив прихильність президента Родріго Дутерте до свободи слова, тоді як лідер опозиції Лені Робредо назвав розвиток подій «моторошним», а Національний союз журналістів Філіппін заявив, що суд «вбиває свободу слова та преси». У міжнародному масштабі цю ухвалу критикують Human Rights Watch, Міжнародна Амністія та Репортери без кордонів. У своїй заяві Репортери без кордонів назвали судовий процес проти Ресси кафкіанським.

## Особисте життя
Марія Ресса є відкритою лесбійкою.

## Нагороди

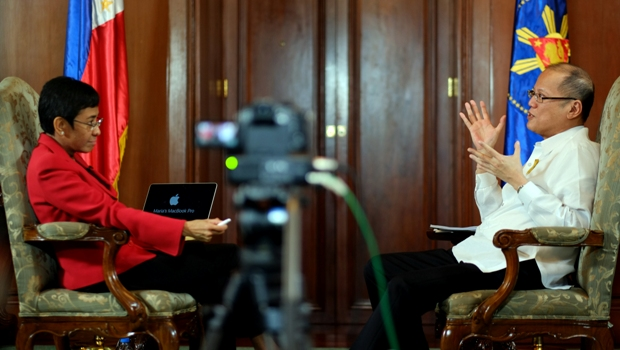
Ресса проводить інтерв'ю з колишнім президентом Філіппін Беніньо Акіно III в Музичній кімнаті Палацу Малаканган, 7 червня 2016 року

Ресса персонально або як очільниця Rappler отримала ряд національних та міжнародних відзнак. Зокрема, згадується її номінації на Emmy за видатну журналістику розслідувань, Asian Television Awards, TOWNS — Десять видатних жінок на службі нації (Філіппіни) та TOYM (Філіппіни). Крім того:
- 2010 року Есквайр оголосив Рессу «найсексуальнішою жінкою» на Філіппінах, пояснивши: «попри її зріст, вона достатньо безстрашна, щоб записати розповіді очевидців Аль-Каїди»[63]
- 2015 Philippine Movie Press Club вручив Рессі нагороду Excellence in Broadcasting Lifetime Achievement[64]
- 2016 вона названа серед восьми найвпливовіших і наймогутніших лідерів на Філіппінах за версією Kalibrr[65]
- в листопаді 2017 року Ресса як генеральний директор Rappler здобула премію за демократію від Національного Демократичного Інституту на щорічній Вечері премії «Демократія» у Вашингтоні, округ Колумбія, що проходила під девізом «Дезінформація vs. Демократія: боротьба за факти»[66]
- в травні 2018 року Ресса здобула нагороду Knight International Journalism Awards, де її назвали «нестримною редакторкою та медіа-новаторкою, яка приковує увагу до кривавої нарко-війни філіппінського уряду»[67]

- в червні 2018 року Ресса стала лауреатом премії «Золоте перо свободи[zh]» Всесвітньої газетної асоціації[68]
- в листопаді 2018 року Комітет захисту журналістів нагородив Рессу премією за свободу преси імені Гвен Іффілд «за визнання її журналістської мужності перед постійними гоніннями з боку уряду»[69]
- у грудні 2018 року, її занесли до списку Людина 2018 року журналу Time як одну з «The Guardians», низки журналістів з усього світу, хто бореться з фейками у «Війні за Істину»[70][71]. Ресса — друга громадянка Філіппін, удостоєна цього звання (після колишнього президента Коразона Акіно в 1986 році)
- у квітні 2019 року вона знов згадувалася Time серед 100 найвпливовіших людей в світі[72]
- у травні 2019 року Ресса здобула нагороду Вищої школи журналістики Колумбійського університету, найвищу відзнаку школи, «за глибину та якість її роботи, а також за мужність та наполегливість у цій галузі»[73]
- в червні 2019 року Ресса здобула почесну нагороду Канадського фонду журналістики, що відзначає журналіста, що справив найбільший вплив на міжнародній сцені[74]
- в жовтні 2019 року Ресса була названа у списку 100 жінок BBC[75].